# Heilig Hartbeeld (Hoensbroek, Hoofdstraat)
Het Heilig Hartbeeld is een standbeeld aan de Hoofdstraat in de Nederlandse plaats Hoensbroek, in de provincie Limburg.

## Achtergrond
Het Heilig Hartbeeld werd gemaakt bij de Nijmeegse firma Van Balgooy en opgericht ter herinnering aan de gehouden mijnstreekretraite. Op zondag 3 oktober 1920 werd het Heilig Sacrament in een processie overgebracht van de Grote Sint-Jan naar de Kleine Sint-Jan, waarna aldaar het Hartbeeld werd onthuld en ingewijd.

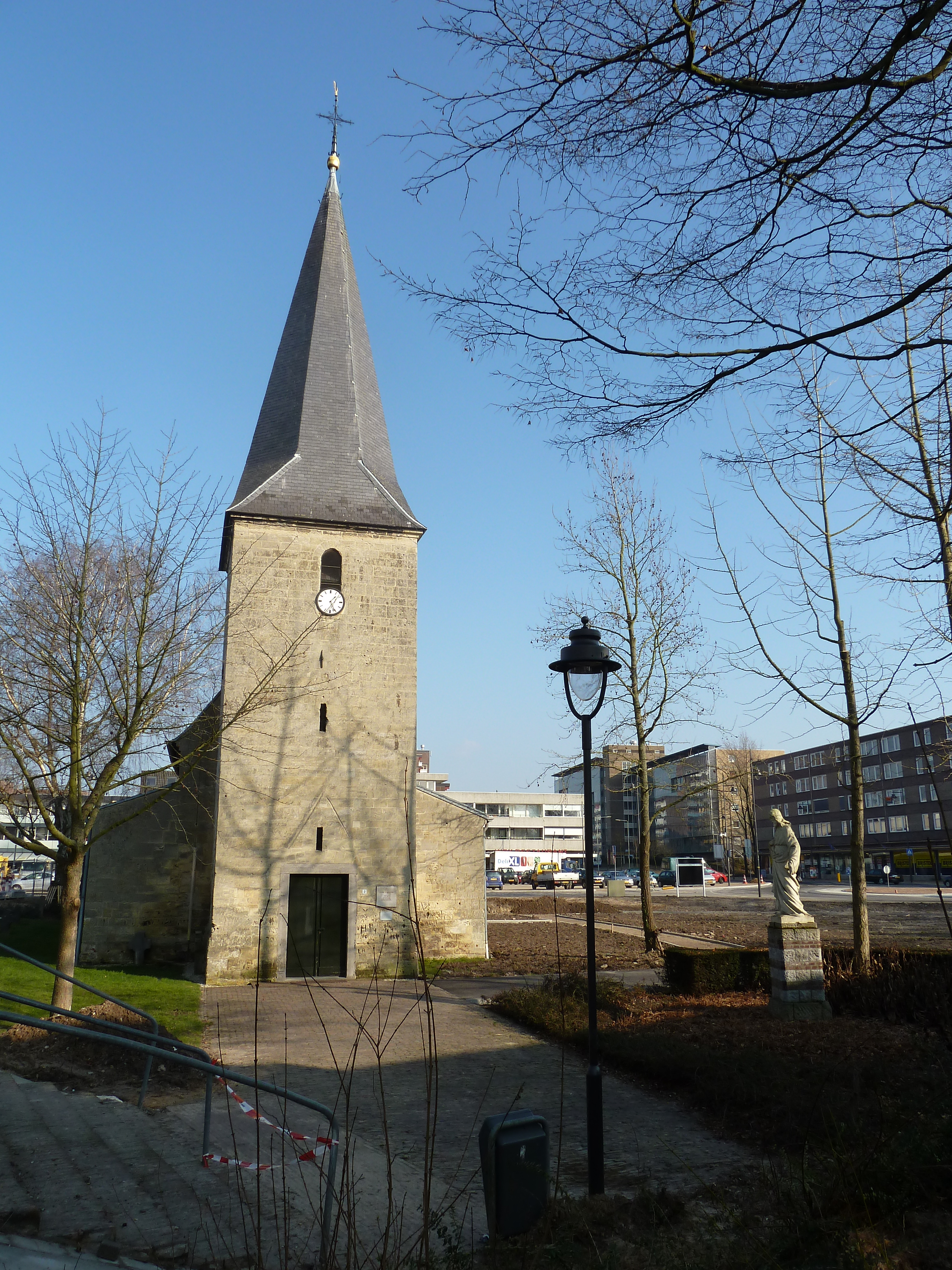
Het beeld bij de Kleine Sint-Jan

## Beschrijving
Het zandstenen beeld is een staande Christusfiguur, gekleed in een lang gedrapeerd gewaad. Hij houdt zijn linkerarm met open palm naar beneden en wijst met zijn rechterhand naar het vlammende Heilig Hart, omwonden door een doornenkroon op zijn borst. In de handen zijn de stigmata zichtbaar.
Het beeld staat op een voetstuk van baksteen en natuursteen in een plantsoen nabij de entree van de kerk.